# Mickaël Pagis
Mickaël Pagis (Angers, 17 agosto 1973) è un ex calciatore francese, di ruolo attaccante.

## Biografia
Il figlio Pablo ha intrapreso anch'egli la carriera di calciatore professionista.

## Palmarès

### Club
- Coppa di Lega francese: 1

Sochaux: 2003-2004